# Velik Kapszazov
Velik Nikolov Kapszazov (bolgárul: Велик Николов Капсъзов) (Aszenovgrad, 1935. április 15. – Szófia, 2017. március 27.) olimpiai bronzérmes bolgár tornász.

## Pályafutása
Részt vett az 1956-os melbourne-i, az 1960-as római és az 1964-es tokiói olimpián. 1960-ban Rómában holtversenyben bronzérmes lett a japán Ono Takasival a gyűrű versenyszámban és ezzel Bulgária első olimpiai érmét szerezte tornában. 1964-ben vonult vissza a versenyzéstől és edzőként dolgozott tovább.

## Sikerei, díjai
- Olimpiai játékok
  - bronzérmes: 1960, Róma – gyűrű